# Bindingsprobleem
Het bindingprobleem is de vraag hoe in onze hersenen allerlei afzonderlijke details van objecten die wij waarnemen, worden gebundeld tot een geheel. Bij het waarnemen van een rode auto zien wij bijvoorbeeld niet allerlei losse details of onderdelen (waaruit de auto is samengesteld) maar een compleet bewegend object. Binding is een centraal en nog onopgelost probleem voor de theorie van de waarneming en theorie van het bewustzijn.

## Schets van het probleem
Het is bekend dat verwerking van informatie uit de buitenwereld plaatsvindt in aparte gespecialiseerde gebiedjes van de hersenen. Bij het waarnemen van een schilderij wordt bijvoorbeeld het complexe ruwe beeld in onze hersenen uiteengerafeld in allerlei afzonderlijke kenmerken, zoals vorm, grootte, kleurnuances, e.d. Vervolgens worden deze afzonderlijke informatiestromen parallel (ongeveer gelijktijdig) in specifieke gebiedjes van de visuele cortex geanalyseerd. De vraag rijst dan hoe deze informatie weer wordt samengevoegd in de (ongedeelde) bewuste waarneming van het totale object of tafereel. Bij waarneming waarbij verschillende zintuigen (horen, zien, tast) zijn betrokken, moet informatie van verschillende zintuigen worden samengevoegd. Denk bijvoorbeeld aan het kijken naar een nieuwslezer op de TV, of het betasten van een bepaald voorwerp.

## Bindingsunits
Een bekende theorie is dat binding plaatsvindt in speciale bindingsunits. Dit zijn gebieden in de hersenen waar de afzonderlijke details samenkomen, en vervolgens worden samengesmeed tot één perceptueel object. Dit wordt ook weleens de grootmoederceltheorie genoemd). Het blijkt echter moeilijk dergelijke gebieden in de hersenen te vinden.

## Binding en geheugen
Een uitzondering hierbij vormt misschien de hippocampus. Dit gebied ontvangt input van diverse hogere-ordegebieden in de cortex, waardoor het in staat is een relatie of samenhang tussen afzonderlijke indrukken in de hersenen tot stand te brengen. Dit zou vooral in het declaratief geheugen een belangrijke rol kunnen spelen. De geheugenrepresentatie (bijvoorbeeld: het gezicht van grootmoeder) is daarbij echter niet zélf in de hippocampus opgeslagen, zoals bij de grootmoedercel het geval is. De hippocampus creëert namelijk alleen maar de relatiecode. Ook de prefrontale cortex zou mogelijk een rol kunnen spelen bij het tot stand brengen van dergelijke relatiecodes, bijvoorbeeld bij het terugzoeken van kennis die in het langetermijngeheugen is opgeslagen. De prefrontale cortex kent namelijk eveneens een grote mate van connectiviteit: hij is met vele andere gebieden in de hersenen verbonden.

## Binding in netwerken
Een tweede opvatting is dat binding niet plaatsvindt in één klein gebiedje, maar in een verspreid netwerk van zenuwcellen in de hersenen, die onderling samenwerken. Dit principe noemt men ook wel coöperatieve interactie. Hoe komt deze samenwerking dan tot stand? Eén mogelijkheid is dat dit gebeurt door middel van een temporele code. Als aparte gebiedjes in de hersenen (bijvoorbeeld het gebiedje voor een rond voorwerp, en het gebiedje voor de kleur rood) tegelijkertijd actief zijn, ‘weet’ ons brein dat de kleur bij het specifieke voorwerp hoort: wij zien dan bijvoorbeeld een rode bal.
Een ander mogelijk mechanisme dat integratie tot stand kan brengen in een netwerk is reentry (herintreding; zie ook representatie). Het is bekend dat vele gebieden in de hersenen informatie terugontvangen van gebieden waarnaar zij informatie uitzenden. A zendt informatie naar B, en B zendt informatie terug naar A. Dit soort verbindingen kunnen eveneens bijdragen tot integratie van informatie die in verschillende zenuwcellen wordt verwerkt

## Binding en aandacht
Onderzoekers als Engel en Singer menen dat synchronisatie in een netwerk plaatsvindt door een proces als ruimtelijke aandacht. Door de aandacht te richten op een bepaald object in de ruimte, zoals een zwart schaap in een kudde van witte schapen, wordt in de populatie van zenuwcellen die met de afzonderlijke kenmerken van het schaap corresponderen, synchrone activiteit tot stand gebracht.